# Colchester (stacja kolejowa)
Colchester – stacja kolejowa w Colchesterze, w hrabstwie Essex, w Anglii. Znajdują się tu 2 perony. Stacja obsługuje ok. 2 913 266 pasażerów rocznie (dane za rok 2021/2022).